# Fluordiklormetan
Fluordiklormetan eller Freon 21 eller R21
är en trihalometan eller hydroklorfluorkolväte med formeln CHCl2F. Den är en färglös och luktfri gas, som framställs genom fluorering av kloroform med hjälp av en katalysator såsom antimontrifluorid:
CHCl3 + HF → CHCl2F + HCl

## Användning
Fluordiklormetan har använts som köldmedium och som drivgas i sprayflaskor. Eftersom den har en nedbrytande inverkan på ozonlagret så är den numera reglerad enligt montrealprotokollet och är förbjuden sedan 2015. Den har ozonnedbrytningspotential på 0,04.
Pyrolys av en blandning av fluordiklormetan och klorfluormetan ger hexafluorbensen:
3 CHCl2F + 3 CH2ClF → C6F6 + 9 HCl

## Ytterligare fysiska data
Dess kritiska punkt är vid 178,5 °C (451,7 K) och 5,17 MPa (51,7 bar). Vid temperaturer från 5 K till 105 K har den en fas i rymdgruppen Pbca.

## Säkerhet
Dess toxicitet är jämförbar med den för kloroform. Dess TLV är 10 ppm.